# Drusilla kisumuensis
Drusilla kisumuensis – gatunek chrząszcza z rodziny kusakowatych i podrodziny rydzenic.
Gatunek ten opisał po raz pierwszy w 1996 roku Roberto Pace na łamach „Revue suisse de Zoologie”. Jako lokalizację typową wskazano Kaimosi w kenijskim hrabstwie Kisumu.
Chrząszcz o silnie błyszczącym, wydłużonym w zarysie ciele długości 4,1 mm. Głowa jest rudobrązowa, punktowana w sposób niemal niewidoczny. Czułki mają rudożółte wszystkie człony. Rudobrązowe, niesiateczkowane, niewyraźnie ziarenkowane przedplecze ma szeroki i głęboki wcisk na środku wierzchu, w którym biegnie podłużna bruzda. Również rudobrązowe pokrywy mają wyraźne i głębokie punktowanie z wyjątkiem delikatnie ziarenkowanych naroży tylno-zewnętrznych. Okolica okołotarczkowa pokryw jest pomarszczona. Kolor odnóży jest rudożółty z zabrązowionymi wierzchołkami ud. Odwłok jest rudy z żółtorudymi tylnymi krawędziami urotergitów. Genitalia samca różnią się od tych u D. famata słabo wykształconą crista apicalis oraz niepiłkowanymi grzbietowo sklerytami woreczka wewnętrznego edeagusa.
Owad afrotropikalny, znany wyłącznie z Kenii. Spotkany na rzędnych 1650 m n.p.m.